# Сиріль Доморо
Депрі́ Сирі́ль Леа́ндр Доморо́ (фр. Depri Cyrille Léandre Domoraud; нар. 22 липня 1971, Лакота, Кот-д'Івуар) — колишній івуарійський футболіст, що грав на позиції захисника.
Виступав за національну збірну Кот-д'Івуару.

## Клубна кар'єра
У дорослому футболі дебютував 1992 року виступами за команду клубу «Кретей», в якій провів два сезони, взявши участь у 19 матчах чемпіонату.
Згодом з 1994 по 1997 рік грав у складі команд клубів «Ред Стар» та «Бордо».
Своєю грою за останню команду привернув увагу представників тренерського штабу клубу «Марсель», до складу якого приєднався 1997 року. Відіграв за команду з Марселя наступні два сезони своєї ігрової кар'єри. Більшість часу, проведеного у складі «Марселя», був основним гравцем захисту команди.
Протягом 1999—2007 років захищав кольори клубів «Інтернаціонале», «Бастія», «Мілан», «Монако», «Еспаньйол», «Коньяспор», «Кретей» та «Стелла д'Аджаме».
Завершив професійну ігрову кар'єру у клубі «Африка Спортс», за команду якого виступав протягом 2008—2008 років.

## Виступи за збірну
1995 року дебютував в офіційних матчах у складі національної збірної Кот-д'Івуару. Протягом кар'єри у національній команді, яка тривала 12 років, провів у формі головної команди країни 51 матч.
У складі збірної був учасником Кубка африканських націй 1996 року в ПАР, Кубка африканських націй 1998 року в Буркіна Фасо, Кубка африканських націй 2000 року в Гані та Нігерії, чемпіонату світу 2006 року у Німеччині, Кубка африканських націй 2006 року в Єгипті, де разом з командою здобув «срібло».

## Титули і досягнення
- Срібний призер Кубка африканських націй: 2006